# Torneo femenino de fútbol en los Juegos Olímpicos de París 2024
El torneo femenino de fútbol en los Juegos Olímpicos de 2024 se llevó a cabo en París y en otras seis sedes de Francia, del 25 de julio al 10 de agosto de 2024. Estuvieron habilitadas para integrar su respectiva selección nacional jugadoras de cualquier categoría.
En esta competición participaron 12 selecciones, once de las cuales provinieron de torneos clasificatorios organizados por las seis confederaciones afiliadas a la FIFA (UEFA, Conmebol, CAF, Concacaf, AFC y OFC). La plaza restante fue ocupada por Francia, clasificado automáticamente por ser el país anfitrión de certamen.

## Sedes
Siete son los estadios utilizados en la competición de fútbol en los Juegos Olímpicos de París 2024.
| Burdeos                 | Lyon (Décines-Charpieu) | Marsella                | Fútbol en París 2024                                  |
| ----------------------- | ----------------------- | ----------------------- | ----------------------------------------------------- |
| Stade de Bordeaux       | Stade de Lyon           | Stade de Marseille      | Niza Marsella París Nantes Lyon Saint-Étienne Burdeos |
| Capacidad: 42,000       | Capacidad: 59,186       | Capacidad: 67,394       | Niza Marsella París Nantes Lyon Saint-Étienne Burdeos |
|                         |                         |                         | Niza Marsella París Nantes Lyon Saint-Étienne Burdeos |
| Nantes                  | Niza                    | París                   | Saint-Étienne                                         |
| Estadio de la Beaujoire | Stade de Nice           | Parque de los Príncipes | Estadio Geoffroy-Guichard                             |
| Capacidad: 37,473       | Capacidad: 36,178       | Capacidad: 47,926       | Capacidad: 41,965                                     |
|                         |                         |                         |                                                       |

## Árbitras
La tabla muestra la lista de árbitras femeninas; en algunos partidos se asignó un arbitraje mixto (incluyendo en el torneo olímpico femenino a árbitros del torneo masculino).
| Confederación | Árbitra           | Asistentes         | Asistentes         |
| ------------- | ----------------- | ------------------ | ------------------ |
| AFC           | Kim Yu-jeong      | Park Mi-suk        | Joanna Charaktis   |
| AFC           | Yoshimi Yamashita | Makoto Bozono      | Naomi Teshirogi    |
| CAF           | Bouchra Karboubi  | Fatiha Jermoumi    | Diana Chikotesha   |
| Concacaf      | Katia García      | Karen Díaz         | Sandra Ramírez     |
| Concacaf      | Tori Penso        | Brooke Mayo        | Kathryn Nesbitt    |
| Conmebol      | Edina Alves       | Neuza Back         | Fabrini Bevilaqua  |
| Conmebol      | Emikar Calderas   | Migdalia Rodríguez | Mary Blanco        |
| UEFA          | Tess Olofsson     | Almira Spahić      | Francesca Di Monte |
| UEFA          | Rebecca Welch     | Emily Carney       | Franca Overtoom    |

| AFC      | Kate Jacewicz   |
| Concacaf | Tatiana Guzmán  |
| Conmebol | Daiane Muniz    |
| UEFA     | Katalin Kulcsár |

| AFC      | Khamis Al-Marri         |
| AFC      | Sivakorn Pu-udom        |
| CAF      | Mahmoud Ashour          |
| CAF      | Lahlou Benbraham        |
| Concacaf | Guillermo Pacheco       |
| Concacaf | Daneon Parchment        |
| Conmebol | Rodrigo Carvajal        |
| Conmebol | Leodán González         |
| Conmebol | Héctor Paletta          |
| UEFA     | Ivan Bebek              |
| UEFA     | Jérôme Brisard          |
| UEFA     | Carlos del Cerro Grande |
| UEFA     | David Coote             |
| UEFA     | Rob Dieperink           |
| UEFA     | Ovidiu Hațegan          |
| UEFA     | Paolo Valeri            |

| AFC      | Veronika Bernatskaia |
| CAF      | Shamirah Nabadd      |
| Concacaf | Odette Hamilton      |
| Conmebol | Anahí Fernández      |
| UEFA     | Jelena Cvetković     |
| UEFA     | Frida Klarlund       |

## Equipos participantes
En cursiva, el único equipo debutante.
| Clasificatorias | Clasificatorias | Clasificatorias | Clasificatorias | Clasificatorias | Clasificatorias |
| --------------- | --------------- | --------------- | --------------- | --------------- | --------------- |
| CAF             | AFC             | UEFA            | Concacaf        | OFC             | Conmebol        |

| Equipos participantes | Equipos participantes | Equipos participantes | Equipos participantes |
| --------------------- | --------------------- | --------------------- | --------------------- |
| Alemania              | Canadá                | Estados Unidos        | Nigeria               |
| Australia             | Colombia              | Francia               | Nueva Zelanda         |
| Brasil                | España                | Japón                 | Zambia                |

## Sorteo
El sorteo se realizó el 20 de marzo de 2024 a las 20:00 (UTC+1) en Saint-Denis (municipio cercano a París), Francia.
Se colocaron 4 bombos con 3 equipos cada uno, ordenados de acuerdo al ranking FIFA del 15 de marzo de 2024.
| Cabezas de serie                                         | Bombo 2                           | Bombo 3                                  | Bombo 4                                     |
| -------------------------------------------------------- | --------------------------------- | ---------------------------------------- | ------------------------------------------- |
| Francia (3, asignado a A1) España (1) Estados Unidos (4) | Alemania (5) Japón (7) Canadá (9) | Brasil (10) Australia (12) Colombia (23) | Nueva Zelanda (28) Nigeria (36) Zambia (65) |

## Fase de grupos
- Todos los horarios corresponden al horario local de Francia (UTC+2).

     – Clasificado para los cuartos de final (en negrita).

     – Clasificado para los cuartos de final como uno de los dos mejores terceros.

### Grupo A
| Equipo        | Pts. | PJ | PG | PE | PP | GF | GC | Dif. |
| ------------- | ---- | -- | -- | -- | -- | -- | -- | ---- |
| Francia       | 6    | 3  | 2  | 0  | 1  | 6  | 5  | 1    |
| Canadá        | 3    | 3  | 3  | 0  | 0  | 5  | 2  | 3    |
| Colombia      | 3    | 3  | 1  | 0  | 2  | 4  | 4  | 0    |
| Nueva Zelanda | 0    | 3  | 0  | 0  | 3  | 2  | 6  | –4   |

| 25 de julio, 17:00 | Canadá                    | 2:1 (1:1)                | Nueva Zelanda | Stade Geoffroy-Guichard, Saint-Étienne               |                                                      |
|                    | Lacasse 45+4' · Viens 79' | COI Reporte FIFA Reporte | Barry 13'     | Asistencia: 2674 espectadores Árbitra: Tess Olofsson | Asistencia: 2674 espectadores Árbitra: Tess Olofsson |

| 25 de julio, 21:00 | Francia                   | 3:2 (3:0)                | Colombia                   | Stade de Lyon, Lyon                                 |                                                     |
|                    | Katoto 6', 42' · Dali 18' | COI Reporte FIFA Reporte | Usme 54' (pen.) · Paví 64' | Asistencia: 29 208 espectadores Árbitra: Tori Penso | Asistencia: 29 208 espectadores Árbitra: Tori Penso |

| 28 de julio, 17:00 | Nueva Zelanda | 0:2 (0:1)                | Colombia                  | Stade de Lyon, Lyon                                 |                                                     |
|                    |               | COI Reporte FIFA Reporte | Restrepo 27' · Santos 72' | Asistencia: 5212 espectadores Árbitra: Kim Yu-jeong | Asistencia: 5212 espectadores Árbitra: Kim Yu-jeong |

| 28 de julio, 21:00 | Francia    | 1:2 (1:0)                | Canadá                      | Stade Geoffroy-Guichard, Saint-Étienne                    |                                                           |
|                    | Katoto 42' | COI Reporte FIFA Reporte | Fleming 58' · Gilles 90+12' | Asistencia: 17 550 espectadores Árbitra: Bouchra Karboubi | Asistencia: 17 550 espectadores Árbitra: Bouchra Karboubi |

| 31 de julio, 21:00 | Nueva Zelanda | 1:2 (1:1)                | Francia         | Stade de Lyon, Lyon                                          |                                                              |
|                    | Taylor 43'    | COI Reporte FIFA Reporte | Katoto 22', 49' | Asistencia: 21 946 espectadores Árbitra: Edina Alves Batista | Asistencia: 21 946 espectadores Árbitra: Edina Alves Batista |

| 31 de julio, 21:00 | Colombia | 0:1 (0:0)                | Canadá     | Stade de Nice, Niza                                  |                                                      |
|                    |          | COI Reporte FIFA Reporte | Gilles 61' | Asistencia: 5388 espectadores Árbitra: Rebecca Welch | Asistencia: 5388 espectadores Árbitra: Rebecca Welch |

### Grupo B
| Equipo         | Pts. | PJ | PG | PE | PP | GF | GC | Dif. |
| -------------- | ---- | -- | -- | -- | -- | -- | -- | ---- |
| Estados Unidos | 9    | 3  | 3  | 0  | 0  | 9  | 2  | 7    |
| Alemania       | 6    | 3  | 2  | 0  | 1  | 8  | 5  | 3    |
| Australia      | 3    | 3  | 1  | 0  | 2  | 7  | 10 | –3   |
| Zambia         | 0    | 3  | 0  | 0  | 3  | 6  | 13 | –7   |

| 25 de julio, 19:00 | Alemania                                | 3:0 (1:0)                | Australia | Stade de Marseille, Marsella                        |                                                     |
|                    | Hegering 24' · Schüller 64' · Brand 68' | COI Reporte FIFA Reporte |           | Asistencia: 9731 espectadores Árbitra: Katia García | Asistencia: 9731 espectadores Árbitra: Katia García |

| 25 de julio, 21:00 | Estados Unidos                | 3:0 (3:0)                | Zambia | Stade de Nice, Niza                                    |                                                        |
|                    | Rodman 17' · Swanson 24', 25' | COI Reporte FIFA Reporte |        | Asistencia: 5550 espectadores Árbitro(s): Ramon Abatti | Asistencia: 5550 espectadores Árbitro(s): Ramon Abatti |

| 28 de julio, 19:00 | Australia                                                                       | 6:5 (2:4)                | Zambia                                        | Stade de Nice, Niza                                    |                                                        |
|                    | Kennedy 7' · Raso 35' · Musole 58' (a.g.) · Catley 65', 78' (pen.) · Heyman 90' | COI Reporte FIFA Reporte | B. Banda 1', 33', 45+2' · Kundananji 21', 56' | Asistencia: 4441 espectadores Árbitra: Emikar Calderas | Asistencia: 4441 espectadores Árbitra: Emikar Calderas |

| 28 de julio, 21:00 | Estados Unidos                              | 4:1 (3:1)                | Alemania  | Stade de Marseille, Marsella                            |                                                         |
|                    | Smith 11', 44' · Swanson 26' · Williams 89' | COI Reporte FIFA Reporte | Gwinn 22' | Asistencia: 12 845 espectadores Árbitro(s): Yael Falcón | Asistencia: 12 845 espectadores Árbitro(s): Yael Falcón |

| 31 de julio, 19:00 | Australia     | 1:2 (0:1)                | Estados Unidos          | Stade de Marseille, Marsella                                  |                                                               |
|                    | Kennedy 90+2' | COI Reporte FIFA Reporte | Rodman 43' · Albert 77' | Asistencia: 13 036 espectadores Árbitro(s): François Letexier | Asistencia: 13 036 espectadores Árbitro(s): François Letexier |

| 31 de julio, 19:00 | Zambia       | 1:4 (0:1)                | Alemania                                  | Stade Geoffroy-Guichard, Saint-Étienne                   |                                                          |
|                    | B. Banda 49' | COI Reporte FIFA Reporte | Schüller 10', 61' · Bühl 47' · Senß 90+5' | Asistencia: 2642 espectadores Árbitra: Yoshimi Yamashita | Asistencia: 2642 espectadores Árbitra: Yoshimi Yamashita |

### Grupo C
| Equipo  | Pts. | PJ | PG | PE | PP | GF | GC | Dif. |
| ------- | ---- | -- | -- | -- | -- | -- | -- | ---- |
| España  | 9    | 3  | 3  | 0  | 0  | 5  | 1  | 4    |
| Japón   | 6    | 3  | 2  | 0  | 1  | 6  | 4  | 2    |
| Brasil  | 3    | 3  | 1  | 0  | 2  | 2  | 4  | –2   |
| Nigeria | 0    | 3  | 0  | 0  | 3  | 1  | 5  | –4   |

| 25 de julio, 17:00 | España                      | 2:1 (1:1)                | Japón      | Stade de la Beaujoire, Nantes                             |                                                           |
|                    | Bonmatí 22' · Caldentey 74' | COI Reporte FIFA Reporte | Fujino 13' | Asistencia: 10 377 espectadores Árbitra: Bouchra Karboubi | Asistencia: 10 377 espectadores Árbitra: Bouchra Karboubi |

| 25 de julio, 19:00 | Nigeria | 0:1 (0:1)                | Brasil         | Stade de Bordeaux, Burdeos                          |                                                     |
|                    |         | COI Reporte FIFA Reporte | Gabi Nunes 37' | Asistencia: 6244 espectadores Árbitra: Kim Yu-jeong | Asistencia: 6244 espectadores Árbitra: Kim Yu-jeong |

| 28 de julio, 17:00 | Brasil        | 1:2 (0:0)                | Japón                                 | Parque de los Príncipes, París                         |                                                        |
|                    | Jheniffer 56' | COI Reporte FIFA Reporte | Kumagai 90+2' (pen.) · Tanikawa 90+6' | Asistencia: 40 918 espectadores Árbitra: Rebecca Welch | Asistencia: 40 918 espectadores Árbitra: Rebecca Welch |

| 28 de julio, 19:00 | España       | 1:0 (0:0)                | Nigeria | Stade de la Beaujoire, Nantes                       |                                                     |
|                    | Putellas 85' | COI Reporte FIFA Reporte |         | Asistencia: 11 079 espectadores Árbitra: Tori Penso | Asistencia: 11 079 espectadores Árbitra: Tori Penso |

| 31 de julio, 17:00 | Brasil | 0:2 (0:0)                | España                             | Stade de Bordeaux, Burdeos                              |                                                         |
|                    |        | COI Reporte FIFA Reporte | Del Castillo 68' · Putellas 90+17' | Asistencia: 14 497 espectadores Árbitro(s): Espen Eskås | Asistencia: 14 497 espectadores Árbitro(s): Espen Eskås |

| 31 de julio, 17:00 | Japón                                    | 3:1 (3:1)                | Nigeria      | Stade de la Beaujoire, Nantes                          |                                                        |
|                    | Hamano 22' · Tanaka 32' · Kitagawa 45+5' | COI Reporte FIFA Reporte | Echegini 42' | Asistencia: 6480 espectadores Árbitra: Emikar Calderas | Asistencia: 6480 espectadores Árbitra: Emikar Calderas |

### Mejores terceros
| Equipo    | Gr. | Pts. | PJ | PG | PE | PP | GF | GC | Dif |
| --------- | --- | ---- | -- | -- | -- | -- | -- | -- | --- |
| Colombia  | A   | 3    | 3  | 1  | 0  | 2  | 4  | 4  | 0   |
| Brasil    | C   | 3    | 3  | 1  | 0  | 2  | 2  | 4  | –2  |
| Australia | B   | 3    | 3  | 1  | 0  | 2  | 7  | 10 | –3  |

## Fase final
|  | Cuartos de final      | Cuartos de final  |                       |          | Semifinales  | Semifinales  |  |  | Final             | Final |
|  |                       |                   |                       |          |              |              |  |  |                   |       |
|  | Nantes, 3 de agosto   |                   |                       |          |              |              |  |  |                   |       |
|  |                       |                   |                       |          |              |              |  |  |                   |       |
|  | Francia               | 0                 |                       |          |              |              |  |  |                   |       |
|  | Francia               | 0                 | Marsella, 6 de agosto |          |              |              |  |  |                   |       |
|  | Brasil                | 1                 |                       |          |              |              |  |  |                   |       |
|  | Brasil                | 1                 | Brasil                | 4        |              |              |  |  |                   |       |
|  | Lyon, 3 de agosto     |                   | Brasil                | 4        |              |              |  |  |                   |       |
|  |                       | España            | 2                     |          |              |              |  |  |                   |       |
|  | España (p.)           | España            | 2                     | 2 (4)    |              |              |  |  |                   |       |
|  | España (p.)           |                   | París, 10 de agosto   | 2 (4)    |              |              |  |  |                   |       |
|  | Colombia              | 2 (2)             |                       |          |              |              |  |  |                   |       |
|  | Colombia              | 2 (2)             | Brasil                | 0        |              |              |  |  |                   |       |
|  | París, 3 de agosto    |                   | Brasil                | 0        |              |              |  |  |                   |       |
|  |                       | Estados Unidos    | 1                     |          |              |              |  |  |                   |       |
|  | Estados Unidos (t.s.) | Estados Unidos    | 1                     | 1        |              |              |  |  |                   |       |
|  | Estados Unidos (t.s.) | Lyon, 6 de agosto |                       | 1        |              |              |  |  |                   |       |
|  | Japón                 | 0                 |                       |          |              |              |  |  |                   |       |
|  | Japón                 | 0                 | Estados Unidos (t.s.) | 1        | Tercer lugar | Tercer lugar |  |  |                   |       |
|  | Marsella, 3 de agosto |                   | Estados Unidos (t.s.) | 1        |              |              |  |  |                   |       |
|  |                       | Alemania          | 0                     |          |              |              |  |  |                   |       |
|  | Canadá                | Alemania          | 0                     | 0 (2)    | España       | 0            |  |  |                   |       |
|  | Canadá                |                   |                       | 0 (2)    | España       | 0            |  |  |                   |       |
|  | Alemania (p.)         | 0 (4)             |                       | Alemania | 1            |              |  |  |                   |       |
|  | Alemania (p.)         | 0 (4)             |                       |          | 1            |              |  |  |                   |       |
|  |                       |                   |                       |          |              |              |  |  | Lyon, 9 de agosto |       |
|  |                       |                   |                       |          |              |              |  |  |                   |       |

### Cuartos de final
| 3 de agosto, 15:00 | Estados Unidos | 1:0 (0:0, 0:0) (t. s.)   | Japón | Parque de los Príncipes, París                         |                                                        |
|                    | Rodman 105+2'  | COI Reporte FIFA Reporte |       | Asistencia: 43 004 espectadores Árbitra: Tess Olofsson | Asistencia: 43 004 espectadores Árbitra: Tess Olofsson |

| 3 de agosto, 17:00 | España                                     | 2:2 (2:2, 0:1) (t. s.)(4:2 p.) | Colombia                            | Stade de Lyon, Lyon                                   |                                                       |
|                    | Hermoso 79' · Paredes 90+7'                | COI Reporte FIFA Reporte       | Ramírez 12' · Santos 52'            | Asistencia: 10 355 espectadores Árbitra: Katia García | Asistencia: 10 355 espectadores Árbitra: Katia García |
|                    |                                            | Tiros desde el punto penal     |                                     |                                                       |                                                       |
|                    | Caldentey · Navarro · Paralluelo · Bonmatí |                                | Usme · Vanegas · Salazar · Carabalí |                                                       |                                                       |

| 3 de agosto, 19:00 | Canadá                           | 0:0 (t. s.)(2:4 p.)        | Alemania                                 | Stade de Marseille, Marsella                                 |                                                              |
|                    |                                  | COI Reporte FIFA Reporte   |                                          | Asistencia: 12 517 espectadores Árbitra: Edina Alves Batista | Asistencia: 12 517 espectadores Árbitra: Edina Alves Batista |
|                    |                                  | Tiros desde el punto penal |                                          |                                                              |                                                              |
|                    | Quinn · Lawrence · Leon · Beckie |                            | Gwinn · Minge · Lohmann · Rauch · Berger |                                                              |                                                              |

| 3 de agosto, 21:00 | Francia | 0:1 (0:0)                | Brasil            | Stade de la Beaujoire, Nantes                       |                                                     |
|                    |         | COI Reporte FIFA Reporte | Gabi Portilho 82' | Asistencia: 32 280 espectadores Árbitra: Tori Penso | Asistencia: 32 280 espectadores Árbitra: Tori Penso |

### Semifinales
| 6 de agosto, 18:00 | Estados Unidos | 1:0 (0:0, 0:0) (t. s.)   | Alemania | Stade de Lyon, Lyon                                       |                                                           |
|                    | Smith 95'      | COI Reporte FIFA Reporte |          | Asistencia: 11 716 espectadores Árbitra: Bouchra Karboubi | Asistencia: 11 716 espectadores Árbitra: Bouchra Karboubi |

| 6 de agosto, 21:00 | Brasil                                                                | 4:2 (2:0)                | España                                      | Stade de Marseille, Marsella                           |                                                        |
|                    | Paredes 6' (a.g.) · Gabi Portilho 45+4' · Adriana 72' · Kerolin 90+1' | COI Reporte FIFA Reporte | Duda Sampaio 85' (a.g.) · Paralluelo 90+12' | Asistencia: 14 201 espectadores Árbitra: Rebecca Welch | Asistencia: 14 201 espectadores Árbitra: Rebecca Welch |

### Partido por la medalla de bronce
| 9 de agosto, 15:00 | España | 0:1 (0:0)                | Alemania         | Stade de Lyon, Lyon                                   |                                                       |
|                    |        | COI Reporte FIFA Reporte | Gwinn 65' (pen.) | Asistencia: 10 995 espectadores Árbitra: Katia García | Asistencia: 10 995 espectadores Árbitra: Katia García |

### Final
| 10 de agosto, 17:00 | Brasil | 0:1 (0:0)                | Estados Unidos | Parque de los Príncipes, París                         |                                                        |
|                     |        | COI Reporte FIFA Reporte | Swanson 57'    | Asistencia: 43 813 espectadores Árbitra: Tess Olofsson | Asistencia: 43 813 espectadores Árbitra: Tess Olofsson |

## Cuadro de medallas
| Evento          | Oro | Plata | Bronce |
| --------------- | --- | --- | --- |
| Fútbol femenino | Estados Unidos (USA) | Brasil (BRA) | Alemania (GER) |
| Equipos         | Alyssa Naeher Emily Fox Korbin Albert Naomi Girma Trinity Rodman Casey Krueger Crystal Dunn Lynn Williams Mallory Swanson Lindsey Horan Sophia Smith Tierna Davidson Jenna Nighswonger Emily Sonnett Jaedyn Shaw Rose Lavelle Samantha Coffey Casey Murphy Croix Bethune Emily Sams Entrenadora: Emma Hayes | Lorena Antônia Tarciane Rafaelle Duda Sampaio Tamires Kerolin Vitória Yaya Adriana Marta Jheniffer Tainá Yasmim Ludmila Thaís Gabi Nunes Ana Vitória Gabi Portilho Priscila Angelina Lauren Luciana Entrenador: Arthur Elias | Merle Frohms Sarai Linder Kathrin Hendrich Bibiane Schulze Solano Marina Hegering Janina Minge Lea Schüller Sydney Lohmann Sjoeke Nüsken Laura Freigang Alexandra Popp Ann-Katrin Berger Sara Doorsoun Elisa Senß Giulia Gwinn Jule Brand Klara Bühl Vivien Endemann Felicitas Rauch Nicole Anyomi Entrenador: Horst Hrubesch |

## Estadísticas

### Goleadoras
| Jugadora                | Selección      | Goles |
| ----------------------- | -------------- | ----- |
| Marie-Antoinette Katoto | Francia        | 5     |
| Barbra Banda            | Zambia         | 4     |
| Mallory Swanson         | Estados Unidos | 4     |
| Trinity Rodman          | Estados Unidos | 3     |
| Lea Schüller            | Alemania       | 3     |
| Sophia Smith            | Estados Unidos | 3     |

### Jugadoras con tres o más goles en un partido
| Pos. | Jugadora     | Goles | Fecha               | Local     |                      | Resultado |                   | Visitante | Reporte   |
| ---- | ------------ | ----- | ------------------- | --------- | -------------------- | --------- | ----------------- | --------- | --------- |
| 1    | Barbra Banda | 3     | 28 de julio de 2024 | Australia | Bandera de Australia | 6 - 5     | Bandera de Zambia | Zambia    | Jornada 2 |

### Clasificación general
| Equipo | Equipo         | Pts | PJ | PG | PE | PP | GF | GC | Dif | Rend.   |
| ------ | -------------- | --- | -- | -- | -- | -- | -- | -- | --- | ------- |
| 1      | Estados Unidos | 18  | 6  | 6  | 0  | 0  | 12 | 2  | 10  | 100 %   |
| 2      | Brasil         | 9   | 6  | 3  | 0  | 3  | 7  | 7  | 0   | 50 %    |
| 3      | Alemania       | 10  | 6  | 3  | 1  | 2  | 9  | 6  | 3   | 55.56 % |
| 4      | España         | 10  | 6  | 3  | 1  | 2  | 9  | 8  | 1   | 55.56 % |
| 5      | Japón          | 6   | 4  | 2  | 0  | 2  | 6  | 5  | 1   | 50 %    |
| 6      | Francia        | 6   | 4  | 2  | 0  | 2  | 6  | 6  | 0   | 50 %    |
| 7      | Canadá         | 4   | 4  | 3  | 1  | 0  | 5  | 2  | 3   | 33.33 % |
| 8      | Colombia       | 4   | 4  | 1  | 1  | 2  | 6  | 6  | 0   | 33.33 % |
| 9      | Australia      | 3   | 3  | 1  | 0  | 2  | 7  | 10 | –3  | 33.33 % |
| 10     | Nueva Zelanda  | 0   | 3  | 0  | 0  | 3  | 2  | 6  | –4  | 0 %     |
| 11     | Nigeria        | 0   | 3  | 0  | 0  | 3  | 1  | 5  | –4  | 0 %     |
| 12     | Zambia         | 0   | 3  | 0  | 0  | 3  | 6  | 13 | –7  | 0 %     |